# جیمز شیف
جیمز شیف (به انگلیسی: James Sheafe) سناتور سابق عضو حزب فدرالیست (آمریکا) بود. وی در سال ۱۸۰۱ تا ۱۸۰۲ میلادی سناتور ایالت نیوهمپشایر در سنای ایالات متحده آمریکا بود.